# Summonte
Summonte è un comune italiano di 1 469 abitanti della provincia di Avellino in Campania.

## Geografia fisica
Adagiato in posizione amena sulle falde orientali del Partenio, ad oltre 700 m s.l.m., ha origini antichissime, attestate dai ruderi ultra millenari del castello e dal nome latineggiante (Summonte deriva da Sub monte, sotto il monte).

## Storia

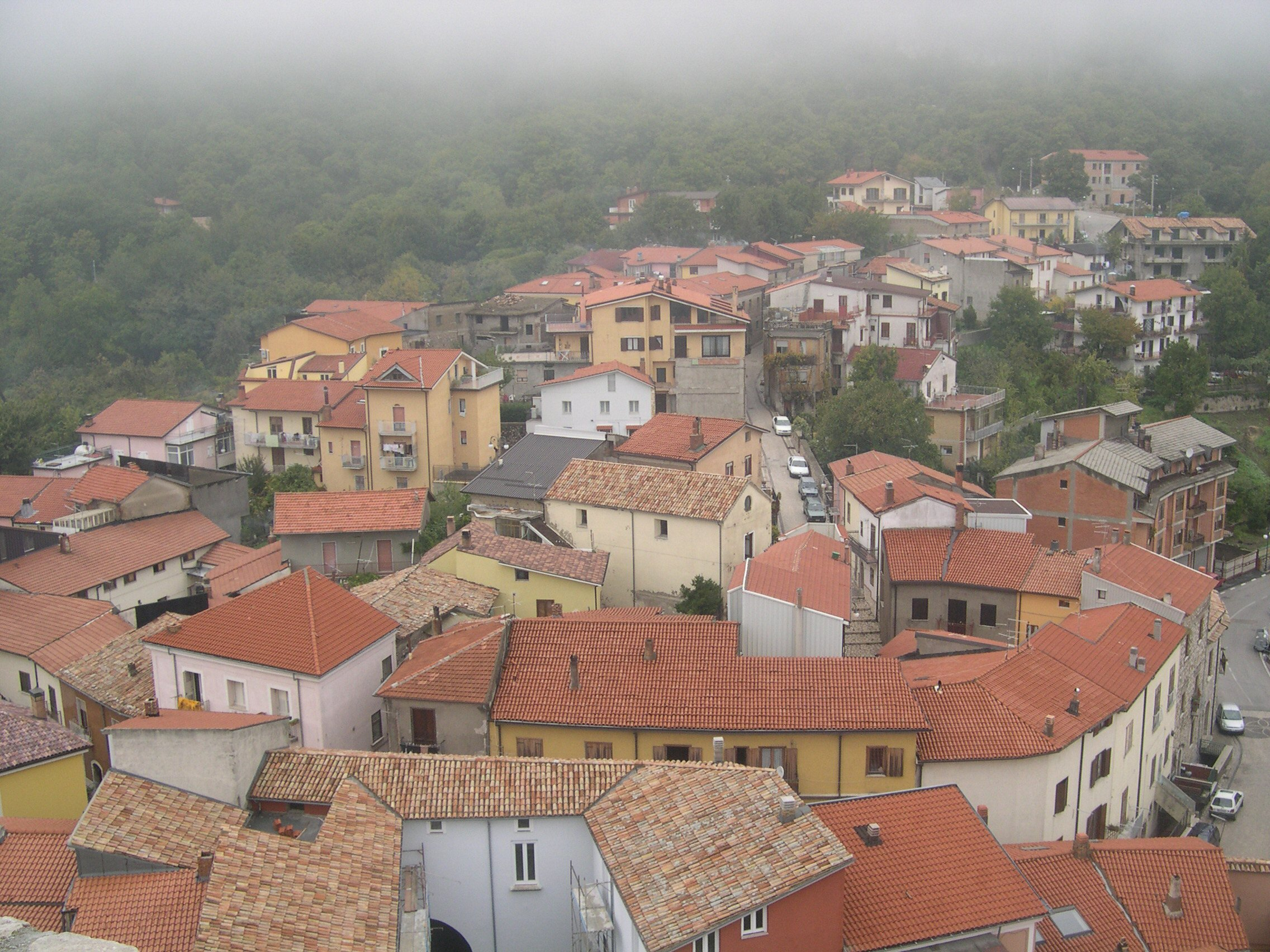
Panorama Via Varra

Il ritrovamento di alcune tombe di epoca preromana, probabilmente osche, dimostra che il territorio di Summonte è stato abitato da tempi remoti.
Il primo documento che sì riferisce a Summonte è del 769 ed è costituito da una donazione di un patrizio longobardo di nome Leo all'Abbazia di Montecassino. Tale donazione comprende delle "curtes" curti,  toponimo di un'ampia contrada Summontese in adiacenza al territorio di Avellino e Summonte, che nell'atto viene indicato con il nome Transmonte, probabilmente, come ritiene lo storiografo Scandone, per la sua posizione rispetto a Benevento, dove venne rogata la donazione. Da documenti successivi, custoditi nell'Archivio del Santuario di Montevergine, risulta che nel territorio di Summonte, esisteva una chiesa dedicata a Maria SS. di Montevergine(ma altri documenti parlano di Santa Maria del Preposito) molto prima della fondazione del santuario dedicato alla Madonna da San Guglielmo, compravendita del 1025, e che nel 1037, contratto di affitto si coltivava il gelso per l'allevamento del baco per la produzione della seta.Questa chiesa è identificata come Santa Maria degli Angeli nel territorio di Ospedaletto d'alpinolo. L'atto è il più antico documento sulla bachicoltura in Italia ed è recensito dagli storiografi più autorevoli.
Con i Normanni Summonte passò alla condizione di feudo e, concesso intorno al 1130 a Raone Malerba, un nobile di origine franca al seguito dei Normanni, rimase sotto il dominio dei Malerba per oltre due secoli fino alla morte dell'ultima discendente, Francesca Malerba, priva di figli. I Malerba goderono della stima e protezione dei regnanti dell'epoca, soprattutto con Robeno, che fu nominato giustiziere della Calabria dal grande imperatore Federico II di Svevia. Essi, a differenza dei successivi feudatari, vivevano nel castello di Summonte.
Ai Malerba, dopo un breve periodo in cui fu feudatario un figliastro di Francesca, successe la famiglia Della Leonessa, poi ci furono gli Spinelli, gli Albertini fino ai Doria, che rimasero feudatari di Summonte per oltre duecento anni fino alla eversione della feudalità, sancita nel regno di Napoli sotto Giuseppe Bonaparte nel 1806.
Sotto i Borboni, ritornati a Napoli con la restaurazione, fu costituito a Summonte un attivo nucleo carbonaro "I Pitti del Partenio" all'O. di Summonte che ebbe come esponenti più importanti i fratelli Severino e Vincenzo De Cristofaro, condannati all'esilio per lunghi anni.
Dal 14 novembre 2017 è inserita tra I borghi più belli d'Italia.

### Simboli
Lo stemma comunale si può blasonare: d'azzurro, ai tre colli all'italiana di verde, uniti, fondati in punta, il colle centrale più alto e più largo, sormontati dalle lettere maiuscole S E d'argento; al capo cucito di rosso, caricato di tre stelle di sei raggi d'oro, ordinate in fascia.
I colli fanno riferimento alla posizione dell'abitato, ripresa anche dal toponimo, e l'antica appartenenza alla Provincia di Montefusco; le lettere S E, indicano l'inizio e la fine del nome S[ummont]E; le stelle, simboleggiano la mente rivolta a Dio.
Il gonfalone è un drappo di azzurro.

## Monumenti e luoghi d'interesse

### La Torre

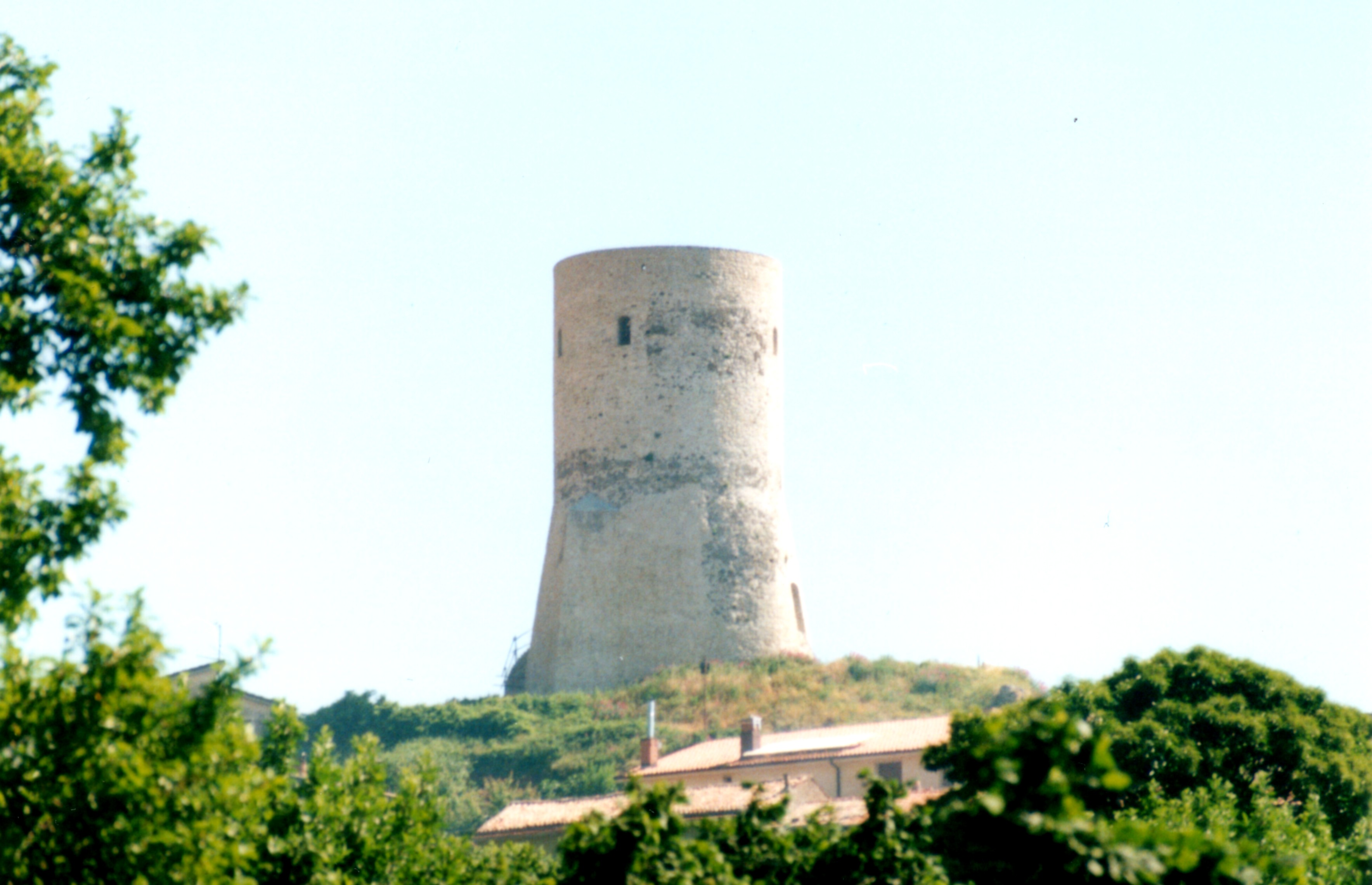
Torre Summontese

Nell'attuale centro storico, in posizione dominante sulla valle, sorgeva un fortilizio con il nome di Castrum Submontis (il toponimo sottintende tra sub e montis il termine “radicibus”, in quanto la preposizione latina su, come si sa, regge l'ablativo e non il genitivo) che aveva la funzione di difesa di Abellinum lungo la via antica, che nel medioevo ebbe il nome di campanina, il cui percorso era sostanzialmente quello dell'attuale strada provinciale (fino a poco tempo fa statale 374 di Summonte) che collega Avellino alla Valle Caudina. I Longobardi occuparono il territorio con le loro famiglie ed erano estremamente diffidenti verso la popolazione locale. Preferivano vivere in quartieri separati e ben protetti, cosicché il fortilizio di Summonte, già esistente, rappresentò il luogo ideale per una sicura dimora. Una volta insediatisi, adattarono la fortificazione alle loro esigenze, ampliandola e rafforzandola con la costruzione di una torre, che, a differenza di tutte le altre costruite dai Longobardi nel ducato di Benevento, ebbe base circolare e non quadrata, probabilmente in dipendenza della sua posizione dominante ed isolata. Verso la fine dell'XI secolo d.C., Summonte fu concesso in feudo ai Malerba, una famiglia franca al seguito dei Normanni ed il castello con la torre divenne la residenza del feudatario. Il Castello fu notevolmente ampliato con la costruzione di abitazioni per i servi e per i soldati e di una chiesetta, fino a costituire un borgo interamente murato, con ingresso principale dall'attuale arco San Nicola. Nel periodo Angioino il castello ebbe il suo assetto definitivo e la torre fu ristrutturata, fino ad assumere la forma tipica delle torri di detto periodo, riscontrabile nel rudere preesistente ai recenti lavori.

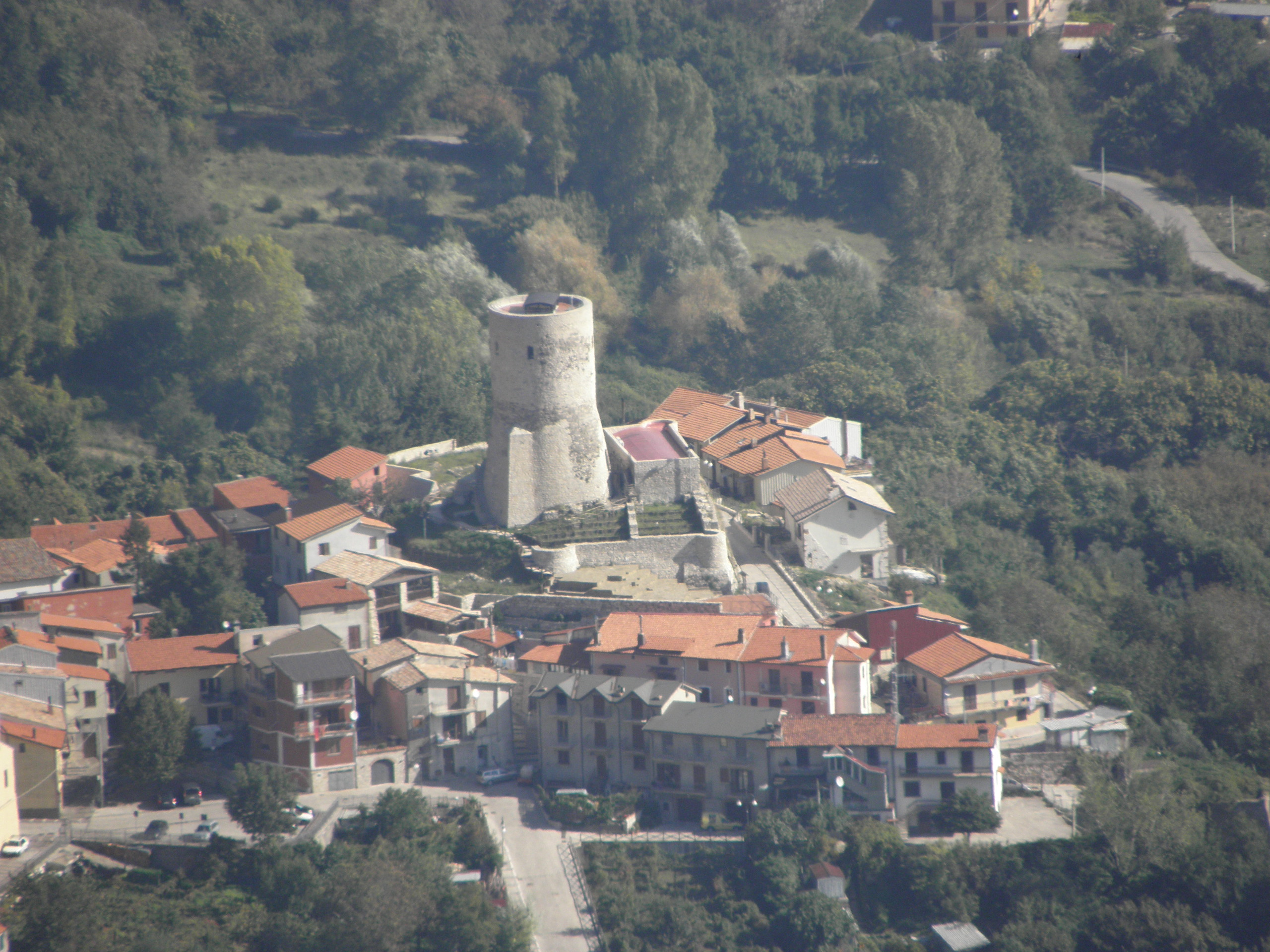
La torre e l'abitato di Summonte visti da Montevergine

I rilievi aerofotogrammetrici a raggi infrarossi effettuati nel giugno 1980 da esperti incaricati dal Comune hanno consentito di avere un quadro abbastanza fedele del preesistente castello: al centro di esso si ergeva la maestosa torre, dalla cui sommità era possibile sorvegliare l'intera zona. 
In caso di necessità essa serviva da ridotto per l'estrema difesa. Il castello era circondato da una prima fila di mura perimetrali con quattro capisaldi, che suddividevano le mura in altrettanti tratti, ciascuno lungo una cinquantina di metri. A valle, oltre l'anzidetta cinta di mura, in corrispondenza del caposaldo a sud-est della torre, vi erano delle formazioni murarie a semicerchio. Questa seconda cinta di mura rendeva molto difficile l'accesso agli eventuali aggressori e l'assalto alle difese fisse del castello, anche per la condizione naturale del terreno, che si elevava letteralmente a picco, era, se non impossibile, estremamente arduo. Al di sotto ed intorno alla torre vi erano cisterne, depositi e riservette varie, che permettevano di resistere anche ad un lungo assedio. Angusti e tortuosi corridoi sotterranei permettevano agli assediati di effettuare i collegamenti necessari in condizioni di sicurezza. La torre era priva di accesso diretto dall'area circostante. Esisteva un solo varco, sopraelevato rispetto al piano di campagna, e lo si poteva raggiungere solo a mezzo di funi o scale mobili. La torre era a due piani, divisi da solai di legno, comunicanti tra loro a mezzo di scalini ricavati dallo spessore del muro perimetrale. Forse al di sotto di essa, nella parte interrata, vi era un passaggio sotterraneo molto stretto che la collegava agli accennati corridoi. È storicamente certo che nel castello, quando il feudatario era Roberto Malerba, fu rinchiuso, per ordine di Federico II il cavaliere lombardo Obertino da Mondello, fatto prigioniero nella battaglia di Cortenuova (22 novembre 1237) e che vi fu ospitato, nel marzo del 1440, quando il feudatario era Ottino Caracciolo, Renato d'Angiò, durante la sua sfortunata guerra contro Alfonso d'Aragona. Presente anche una scuola alberghiera ,

## Società

### Evoluzione demografica
Abitanti censiti

### Lingue e dialetti
Accanto alla lingua italiana, nel territorio di Summonte è in uso il dialetto irpino.

## Amministrazione

### Altre informazioni amministrative
Il comune fa parte della Comunità montana Partenio - Vallo di Lauro e del Parco regionale del Partenio.